# Gimnastyka na Letnich Igrzyskach Olimpijskich 2012 – ćwiczenia na koniu z łękami mężczyzn
Ćwiczenia na koniu z łękami mężczyzn na Letnich Igrzyskach Olimpijskich 2012 rozegrane zostały 5 sierpnia w hali The O2.

## Terminarz
| Data            | Godzina |        |
| --------------- | ------- | ------ |
| 5 sierpnia 2012 | 15:41   | Finały |

## Wyniki

### Eliminacje
| Pozycja | Zawodnik           | Państwo           | Trudność | Wykonanie | Kary | Razem  |
| ------- | ------------------ | ----------------- | -------- | --------- | ---- | ------ |
| 1.      | Louis Smith        | Wielka Brytania   | 6.900    | 8.900     |      | 15.800 |
| 2.      | Cyril Tommasone    | Francja           | 6.500    | 8.833     |      | 15.333 |
| 3.      | Vid Hidvégi        | Węgry             | 6.300    | 8.800     |      | 15.100 |
| 4.      | Alberto Busnari    | Włochy            | 6.600    | 8.458     |      | 15.058 |
| 5.      | Krisztián Berki    | Węgry             | 6.400    | 8.633     |      | 15.033 |
| 6.      | Witalij Nakoneczny | Ukraina           | 6.300    | 8.633     |      | 14.933 |
| 7.      | Dawid Bielawski    | Rosja             | 6.300    | 8.600     |      | 14.900 |
| 8.      | Max Whitlock       | Wielka Brytania   | 6.400    | 8.500     |      | 14.900 |
| 9.      | Mykoła Kuksenkow   | Ukraina           | 6.500    | 8.400     |      | 14.900 |
| 10.     | Danell Leyva       | Stany Zjednoczone | 6.100    | 8.766     |      | 14.866 |
| 11.     | Sebastian Krimmer  | Niemcy            | 6.200    | 8.633     |      | 14.833 |

### Finał
| Pozycja | Zawodnik             | Państwo         | Trudność | Wykonanie | Kary | Razem  |
| ------- | -------------------- | --------------- | -------- | --------- | ---- | ------ |
| złoto   | Krisztián Berki      | Węgry           | 6.900    | 9.166     |      | 16.066 |
| srebro  | Louis Smith          | Wielka Brytania | 7.000    | 9.066     |      | 16.066 |
| brąz    | Max Whitlock         | Wielka Brytania | 6.600    | 9.000     |      | 15.600 |
| 4.      | Alberto Busnari      | Włochy          | 6.600    | 8.800     |      | 15.400 |
| 5.      | Cyril Tommasone      | Francja         | 6.500    | 8.641     |      | 15.141 |
| 6.      | Witalij Nakoniecznyj | Ukraina         | 6.300    | 8.466     |      | 14.766 |
| 7.      | Dawid Bielawski      | Rosja           | 6.300    | 8.433     |      | 14.733 |
| 8.      | Vid Hidvégi          | Węgry           | 6.399    | 8.000     |      | 14.300 |